# 안성종합버스터미널
안성종합버스터미널은 경기도 안성시 비봉로 85 (가사동 182)에 있는 버스 터미널이다. 고속버스 전산망상의 터미널 번호는 130이다. 전체 건물 연면적은 9,602㎡, 대합실 면적은 856㎡이다. 2019년 1월 기준 하루 평균 1,200명이 이용하고 23개 노선이 운행 중이다.

## 개요
기존 안성터미널은 서인동 90번지에 위치한 안성시외버스터미널과 석정동 23번지에 위치한 안성고속버스터미널이 각각 따로 존재했다. 그러나 터미널 부지가 너무 좁고 낡아 1997년 가사동으로 이전하기 위해 1,000여명의 이장, 통장들을 대상으로 찬반 투표를 실시, 3분 1 가량이 찬성하여 많은 논란에도 불구하고 지금의 자리로 이전하기로 확정했다. 2004년 개발 방식을 공영이냐 민간이냐를 두고 논쟁을 벌이다가 민간개발로 하기로 결정해 2005년 웅암개발(주)에 개발권을 넘겨 웅암개발이 당초 3층 규모로 예정되어있던 터미널 건물을 설계변경해 지하 1층, 지상 5층 규모의 지금의 건물로 80억 원을 들여 건설했다.
2008년 8월 1일 가사동의 새 터미널에서 시외버스 운행이 개시되었다. (주)웅암개발에서 운영하고 있다.
그러나 터미널 복합 상가인 베가시티가 2009년 공정률 65% 상태에서 자금난 문제로 인해, 골조만 남겨진 채 공사가 중단됐다.
비활성화된 외곽에 위치한 탓에, 접근성과 편의성이 기존보다 떨어져 터미널 이용객은 큰 폭으로 감소하였다.
이러한 승객 감소는 시내권의 한경대학교 승강장, 안성시민회관 승강장이 신설되면서 더욱 가속화되었다.
2016년 5월 안성시청은 7년째 흉물스럽게 방치돼온 베가시티를 특별법에 근거해 철거키로 결정했다.

## 승차홈
터미널 내부 승차장과는 별도로, 안성터미널 발 안성시내버스 승차장은 터미널 진입로에 있다.
| 출발홈 | 행선지                                               |
| ------ | ---------------------------------------------------- |
| 1번홈  | 예비 (하차장)                                        |
| 2번홈  | 천안, 온양(아산), 서산                               |
| 3번홈  | 이천, 양평, 원주, 여주, 죽산, 일죽                   |
| 4번홈  | 동서울, 진벌리, 장현, 가락시장, 잠실                 |
| 5번홈  | 서울경부                                             |
| 6번홈  | 광주                                                 |
| 7번홈  | 안양, 부천, 성남                                     |
| 8번홈  | 서울남부,강남역(양재역)                              |
| 9번홈  | 고양, 의정부, 김포, 인천공항, 평택, 송탄, 오산, 동탄 |
| 10번홈 | 수원, 서수원                                         |
| 11번홈 | 인천, 안산, 충주, 제천                               |
| 12번홈 | 청주, 대전                                           |
| 13번홈 | 예비                                                 |
| 14번홈 | 평택방면 시내버스(50번, 70번, 370번)                 |
| 15번홈 | 용인방면 시내버스(22-1번)                            |

## 운행 노선

### 고속버스
| 운행 노선       | 운행업체          | 운행구간 | 운행구간 | 운행구간 | 경유지                                                     | 배차 간격 (분)  | 시간표                                      |
| --------------- | ----------------- | -------- | -------- | -------- | ---------------------------------------------------------- | --------------- | ------------------------------------------- |
| 안성 ↔ 서울경부 | 금호고속 동양고속 | 안성     | ↔        | 서울경부 | 시민회관, 한경대학교, 중앙대학교, 대림동산, 공도, 주은풍림 | 15~25           | 첫차:06:00(안성 기준) 막차:23:00(안성 기준) |
| 안성 ↔ 광주     | 금호고속          | 안성     | ↔        | 광주     | 중앙대학교안성캠퍼스,주은풍림, 정안알밤휴게소              | 평일1회 주말2회 | 11:10, 20:00(주말) 13:30(평일)              |

### 시외버스
| 방면        | 행선지 |
| ----------- | --- |
| 수도권 방면 | 강남역,양재역, 가락시장, 고양, 공도, 김포공항, 대림동산, 동서울, 동두천, 범계, 부천, 비산동, 서수원, 서울남부, 성남, 송도, 송탄, 수원, 수원역, 신갈,동탄, 안산, 안양, 양평, 여주, 영통입구, 오산, 용인, 의왕, 의정부, 인천, 인천국제공항,일죽 잠실, 죽산, 태평리, 평택, 하남 |
| 강원권 방면 | 문막, 원주 |
| 충청권 방면 | 감곡, 기지시, 내포시, 당진, 대전, 삽교천, 생극, 서산, 신례원, 신창, 아산, 예산, 제천, 천안, 충주,청주 |

### 시내버스
22-1번 버스만 시외버스 승차장에서 탈 수 있으며, 나머지 안성시 시내버스는 하차장 옆에 마련된 별도 시내버스정류장에서 탈 수 있다.
용인시의 시내버스
| 노선 번호 | 운행업체 | 운행구간           | 운행구간 | 운행구간   | 경유지                                               | 배차 간격 (분) | 비고   |
| --------- | -------- | ------------------ | -------- | ---------- | ---------------------------------------------------- | -------------- | ------ |
| 22-1      | 경남여객 | 용인종합버스터미널 | ↔        | 안성터미널 | 천리, 송전, 양성, 안성산업단지, 한경대학교, 안성시청 | 20~40          | 일33회 |

안성시의 시내버스
| 노선 번호 | 운행업체 | 운행구간   | 운행구간 | 운행구간        | 경유지 | 배차 간격 (분) | 비고                |
| --------- | -------- | ---------- | -------- | --------------- | --- | -------------- | ------------------- |
| 1         | 백성운수 | 안성터미널 | ↔        | 중앙대학교      | 봉산교차로, (구)터미널, 한경대학교, 대덕면사무소, 중앙대입구                                                                          | 10~15분        | 07:30~22:00         |
| 1-3       | 백성운수 | 안성터미널 | ↔        | 내리·죽리       | 봉산교차로, (구)터미널, 한경대학교, 대덕면사무소, 중앙대입구                                                                          | 20~40분        | 06:10~21:55         |
| 5         | 백성운수 | 안성터미널 | ↔        | 독정리입구      | 봉산교차로, 인지사거리, 동광아파트, 제2공단, 미양농공단지, 강덕>현매>(독정)5                                                          | 5회            | 06:30~20:30         |
| 5-2       | 백성운수 | 안성터미널 | ↔        | 독정리입구      | 봉산교차로, 인지사거리, 동광아파트, 제2공단, 미양농공단지, 강덕>현매>(독정)5                                                          | 9회            | 06:30~20:30         |
| 7         | 백성운수 | 안성터미널 | ↔        | 원곡면사무소    | 봉산로타리, (구)터미널, 한경대학교, 대덕면사무소, 중앙대학교, 대림동산, 공도터미널, 방신리, 양성터미널7-2번 회차, (만세고개, 칠곡리)7 | 4회            | 06:20~21:00         |
| 7-2       | 백성운수 | 안성터미널 | ↔        | 양성터미널      | 봉산로타리, (구)터미널, 한경대학교, 대덕면사무소, 중앙대학교, 대림동산, 공도터미널, 방신리, 양성터미널7-2번 회차, (만세고개, 칠곡리)7 | 5회            | 06:20~21:00         |
| 7-1       | 백성운수 | 안성터미널 | ↔        | 송정아파트      | 봉산로타리, (구)터미널, 한경대학교, 대덕면사무소, 중앙대학교, 임광아파트, 베르빌아파트, 대림동산                                      | 26회 30분      | 06:20~21:20         |
| 7-3       | 백성운수 | 안성터미널 | ↔        | 신용정 (건천리) | 봉산로타리, (구)터미널, 한경대학교, 대덕면사무소, 중앙대학교, 대림동산, 공도터미널, 태산아파트                                        | 3회            | 06:00, 10:50, 17:00 |
| 8-2       | 백성운수 | 안성터미널 | ↔        | 법전리          | 봉산로타리, 서희스타힐스, 안성경찰서, 두원공고, 미양면사무소, 고지리                                                                  | 7회            | 06:40~20:00         |
| 10-2      | 백성운수 | 안성터미널 | ↔        | 신계리          | 봉산로타리, 시민회관, 인지사거리, 안성소방서, 두원공고, 미양면사무소, 하개정                                                          | 21회 20~40분   | 06:30~22:00         |
| 10-7      | 백성운수 | 안성터미널 | ↔        | 개리촌          | 봉산로타리, 시민회관, 인지사거리, 안성소방서, 두원공고, 미양면사무소, 개정초등학교                                                    | 3회            | 09:20~16:00         |
| 20        | 백성운수 | 안성터미널 | ↔        | 청룡사          | 봉산로타리, 인지사거리, 동광아파트, 서운면사무소, 신흥리, 산평교                                                                      | 19회           | 06:20~21:50         |
| 50-1      | 백성운수 | 안성터미널 | ↔        | 쌍지리          | 봉산로타리, 대천공판장, 금산로타리, 금석동, 명덕초등학교, 대갈리, 신창, 고삼                                                          | 10회           | 06:10~21:25         |
| 50-2      | 백성운수 | 안성터미널 | ↔        | 사동            | 봉산로타리, 대천공판장, 금산로타리, 금석동, 명덕초등학교, 벌말, 고삼, 쌍지리                                                          | 3회            | 10:20~19:50         |
| 50-3      | 백성운수 | 안성터미널 | ↔        | 쌍령            | 봉산로타리, 대천공판장, 금산로타리, 금석동, 명덕초등학교, 벌말, 고삼, 쌍지리                                                          | 10회           | 06:25~21:55         |
| 50-7      | 백성운수 | 안성터미널 | ↔        | 미리내성지      | 봉산로타리, 대천공판장, 금산로타리, 금석동, 명덕초등학교, 벌말, 고삼, 노곡리                                                          | 2회            | 08:30, 19:30        |
| 60        | 백성운수 | 안성터미널 | ↔        | 미리내성지      | 봉산로타리, (구)터미널, 한경대학교, 안성산업단지, 명당리, 양성터미널, 산정리, 장서리, 노곡리, (염티)60-3                              | 5회            | 06:10~20:50         |
| 60-3      | 백성운수 | 안성터미널 | ↔        | 미리내성지      | 봉산로타리, (구)터미널, 한경대학교, 안성산업단지, 명당리, 양성터미널, 산정리, 장서리, 노곡리, (염티)60-3                              | 3회            | 06:10~20:50         |
| 70        | 백성운수 | 안성터미널 | ↔        | 평택터미널      | 봉산로타리, (구)터미널, 한경대학교, 중앙대학교, 대림동산, 공도터미널, 진사리입구, 평택대학교, 합정동                                  | 10분           | 05:40~23:10         |

## 승강장

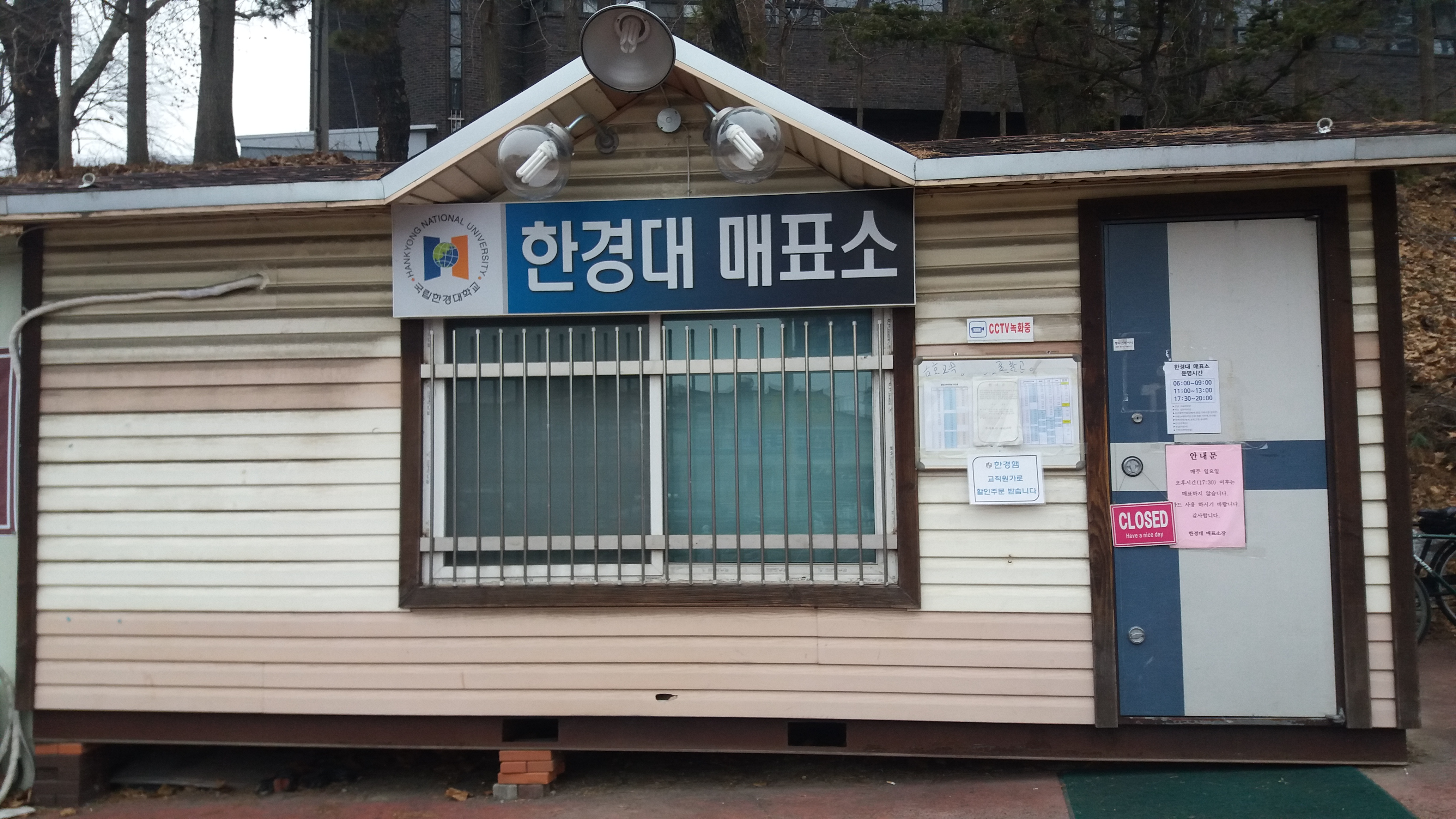
한경대학교정류장

터미널이 가사동으로 이전하면서 시내권의 접근성이 떨어지게 되면서 2009년 11월 5일 한경대학교에 승강장이 설치되었으며, 2012년 12월 20일부터 시민회관 정류장이 설치되었다. 한경대 정류장과 시민회관 정류장에는 07:00 ~ 09:00, 11:00 ~ 13:00, 17:30 ~ 20:00시에 서울과 안성 터미널에서 출발한 차량이 정차한다.

## 사진

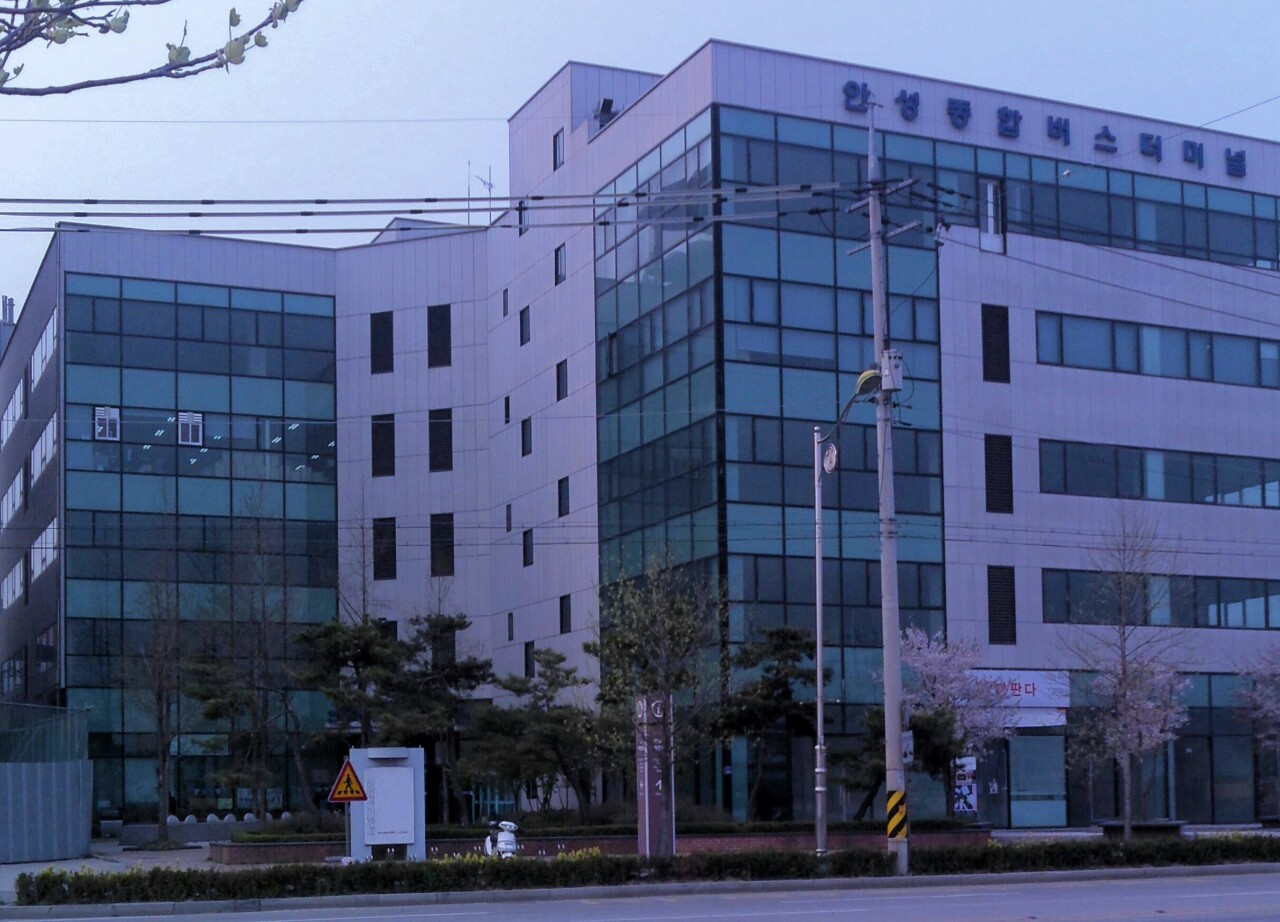
안성종합버스터미널
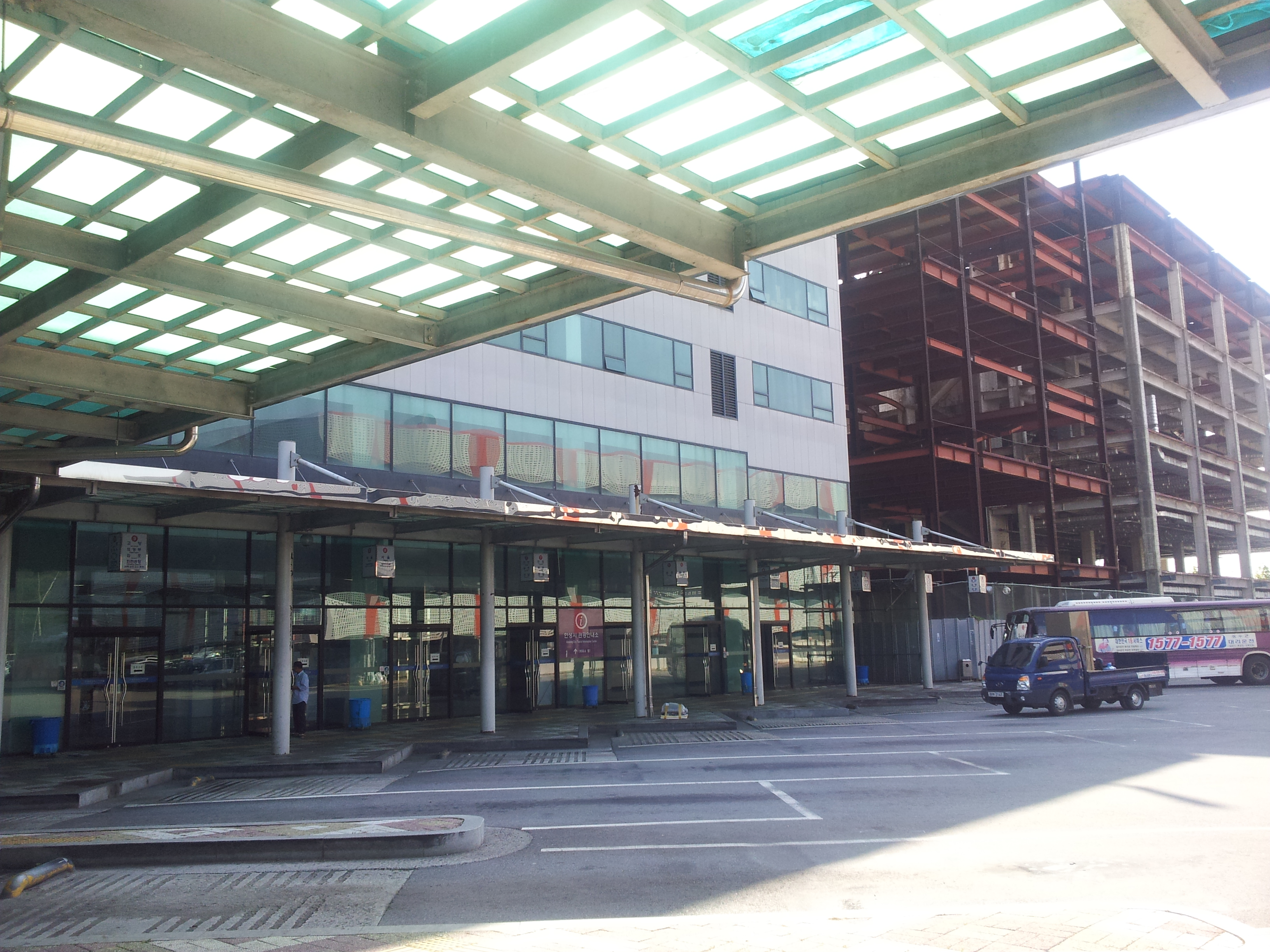
안성종합버스터미널 승차홈
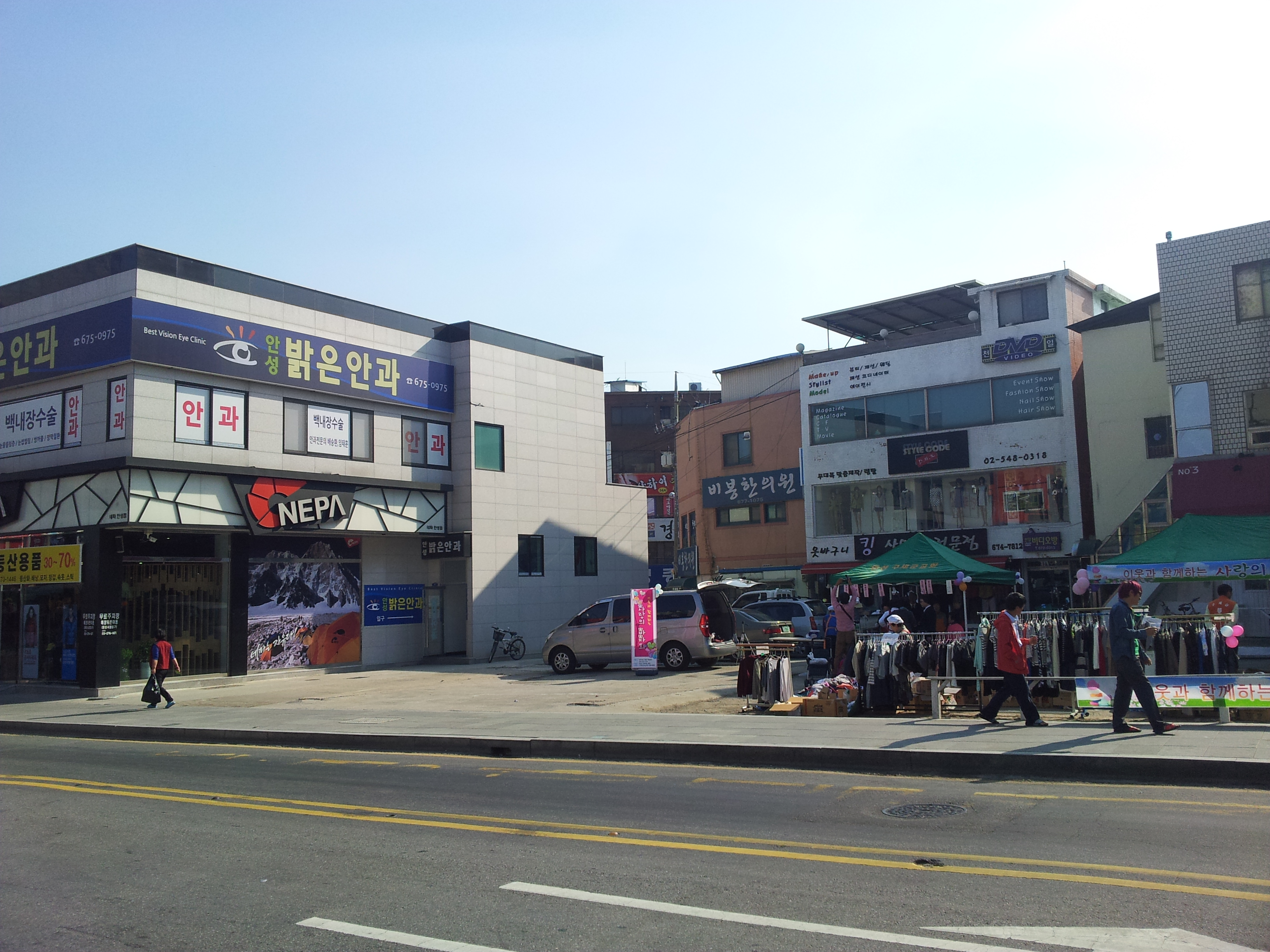
이전되기전 시외버스터미널이 있던 터